# Volkswagen ID.2all
Volkswagen ID.2all — концептуальный электромобиль, представленный в 2023 году немецкой компанией Volkswagen.

## Описание
Впервые Volkswagen ID.2all был продемонстрирован 15 марта 2023 года. Выпуск модели намечен на 2025 год. Продажи автомобиля ожидаются на европейском рынке.
В сентябре 2023 года была представлена спортивная версия, получившая название Volkswagen ID.GTI.

## Технические характеристики
ID2all базируется на платформе MEB Entry. Он оснащён электродвигателем мощностью 166 кВт (223 л. с.) с запасом хода 450 км. До 100 км/ч автомобиль разгоняется за 7 секунд.

## Галерея

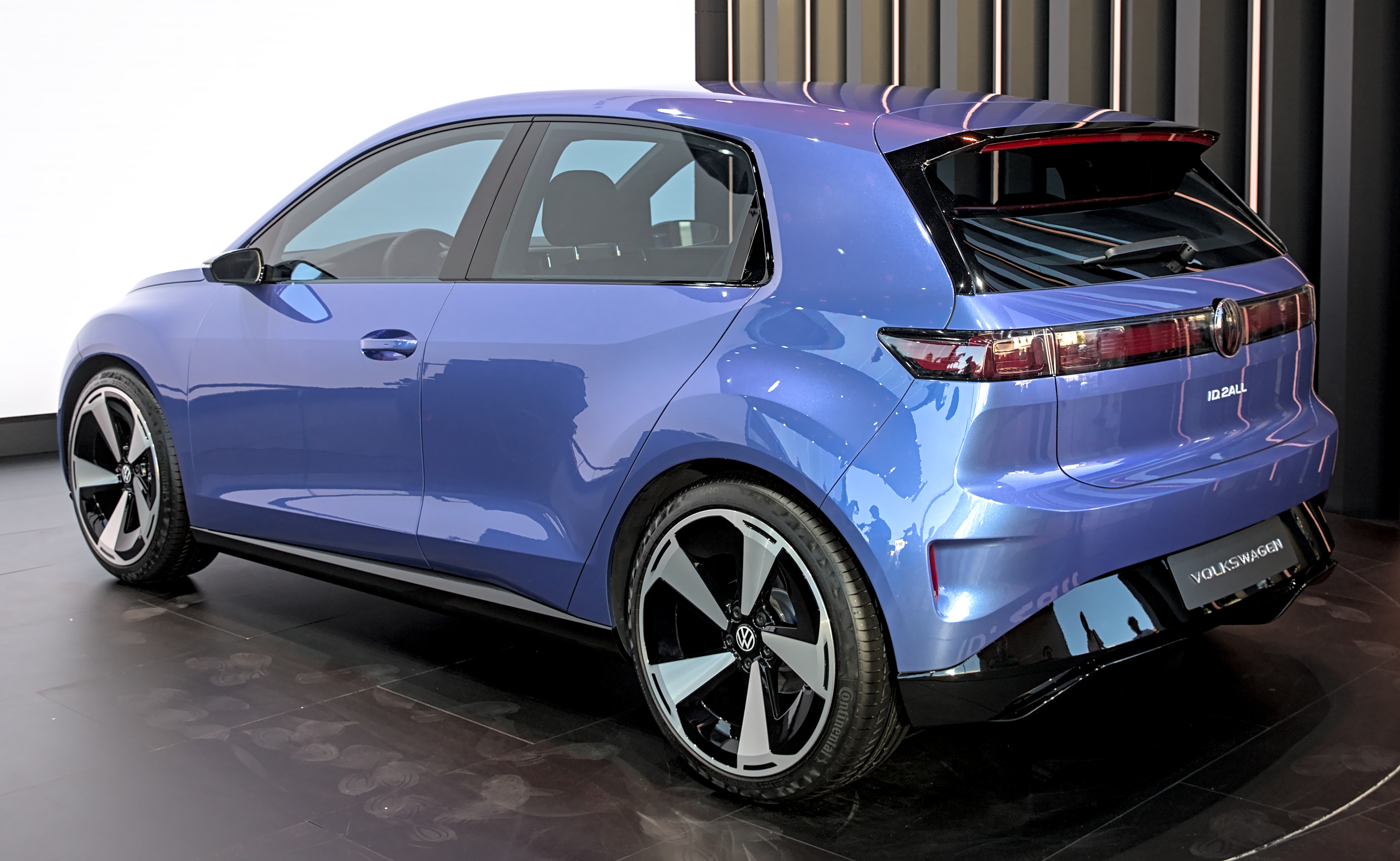
Вид сзади
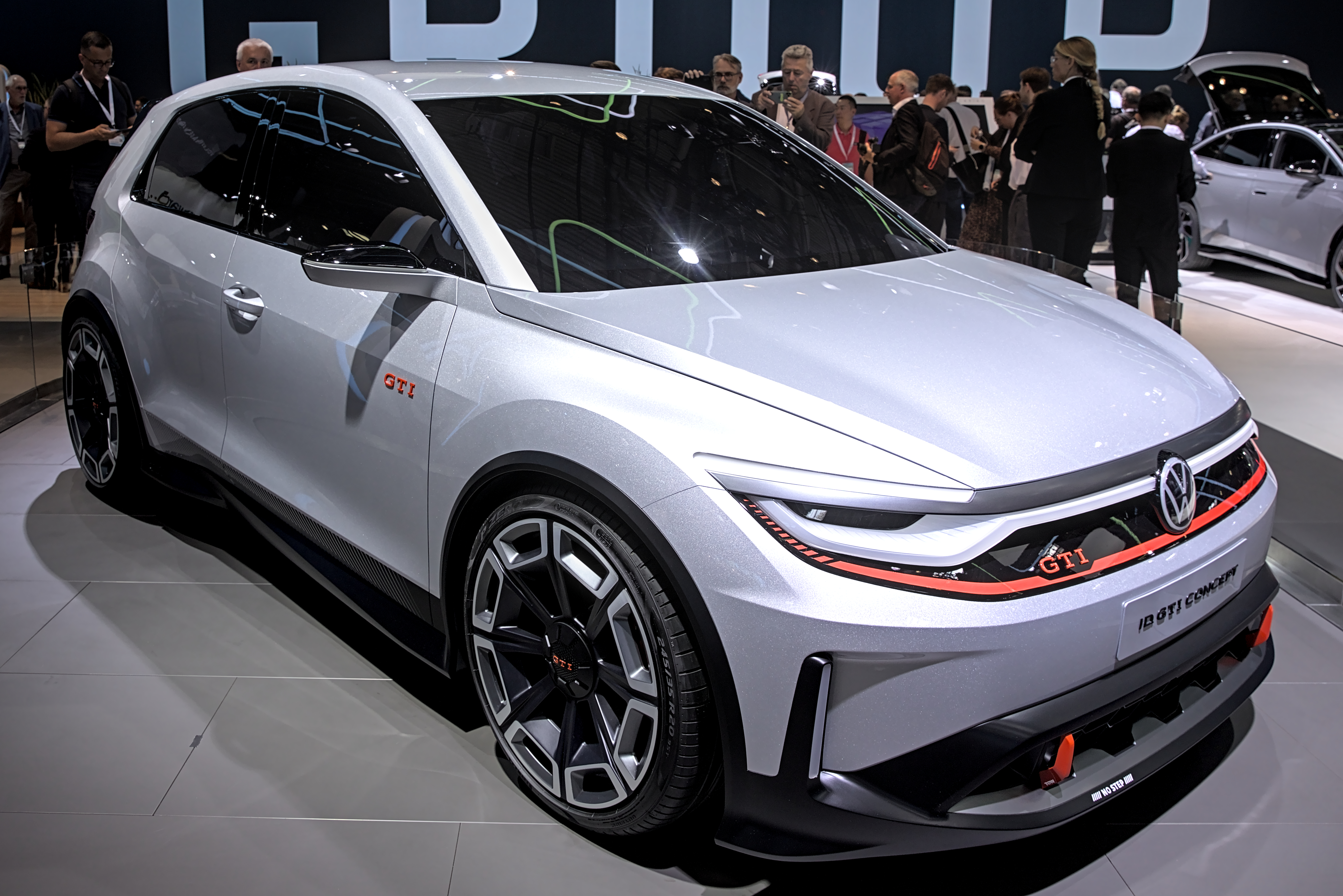
ID.GTI Concept
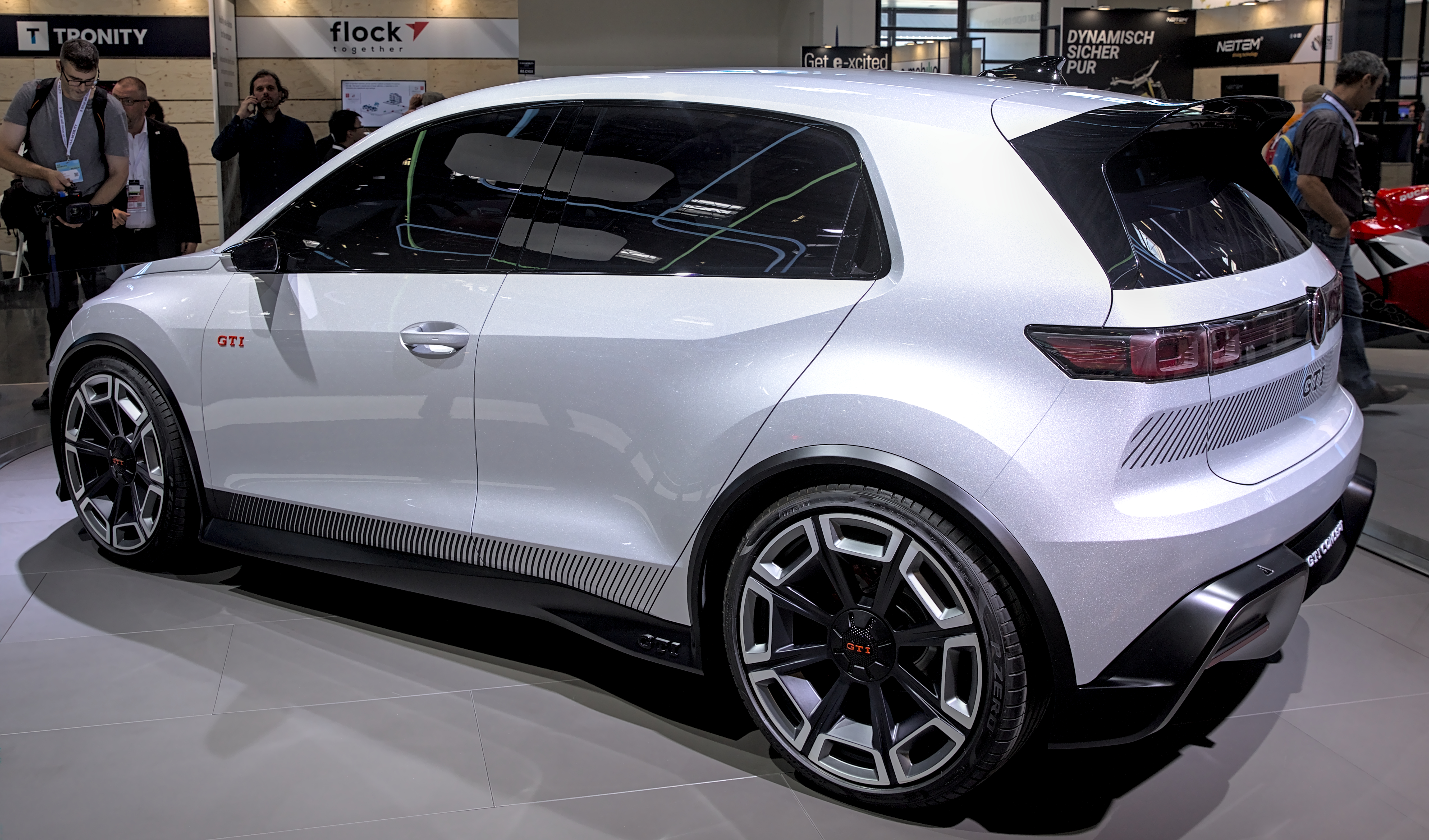
ID.GTI Concept (вид сзади)